# Belgatti, Koppal
Belgatti là một làng thuộc tehsil Koppal, huyện Koppal, bang Karnataka, Ấn Độ.